# Il figlio di Godzilla
Il figlio di Godzilla (怪獣島の決戦 ゴジラの息子?, Kaijū-tō no kessen - Gojira no musuko, lett. "La battaglia decisiva dell'isola dei mostri - Il figlio di Godzilla") è un film del 1967 diretto da Jun Fukuda.
Si tratta dell'ottavo sequel del film di fantascienza Godzilla del 1954.
Il film fu un buon successo in Giappone, soprattutto tra i bambini, i quali si affezionarono subito a Minilla, il figlio di Godzilla. Il finale del film poi, è ancora oggi considerato uno dei più poetici dell'intera saga.
Nei tardi anni settanta fu ridistribuito in Italia con il titolo Il ritorno di Gorgo solo per sfruttare l'assonanza con una riedizione italiana di poco precedente relativa al vecchio film inglese Gorgo di Eugène Lourié.

## Trama
Un giornalista assiste di nascosto ad un esperimento climatico sull'isola di Sogell. Ma qualcosa va storto, e all'improvviso tutta la fauna dell'isola cresce fino a diventare gigantesca. Particolarmente pericolosi si rivelano un ragno gigante (chiamato Kumonga) e le mantidi (battezzate Kamacuras).
Tra questi animali però c'è anche un cucciolo di Godzilla, il cui uovo si è schiuso a causa dell'esperimento. Il cucciolo è facile preda dei mostri sull'isola, quindi gridando chiama il padre, e prontamente arriva Godzilla che sgomina i mostri.
In quel momento però una terribile tempesta di neve si scatena sull'isola, anch'essa una conseguenza dell'esperimento. Gli scienziati e il giornalista, che ha pure trovato l'amore in una bella isolana, riescono a salvarsi, ma Godzilla per proteggere il figlio finisce in uno stato di ibernazione.

## Produzione
Teisho Arikawa diventa il nuovo regista degli effetti speciali, mentre Eiji Tsuburaya mantiene un ruolo di supervisione (anche se fu molto coinvolto durante le riprese del film). Godzilla continua ad essere interpretato da Haruo Nakajima, che però si alterna stavolta con Seiji Onaka per non rendere troppo marcata la differenza di altezza con Ma Chan, l'interprete di Minilla. L'aspetto di Godzilla fu poi reso più rozzo per dare alle persone l'impressione di un aspetto più paterno, anche se il costume ancora oggi è considerato il peggiore mai realizzato.

## Curiosità
- Si è discusso sul fatto che Godzilla possa essere una lady Godzilla, perché si credette avesse delle capacità ovipare, ma la tesi è stata smentita dal Giappone: la Toho disse che in realtà Minilla è stato trovato per la prima volta da Godzilla nel momento in cui le Kamacuras attaccano il figlio, il quale è dunque stato adottato.